# Hylobia acuminata
Hylobia acuminata is een keversoort uit de familie zwamspartelkevers (Melandryidae). De wetenschappelijke naam van de soort werd in 1915 gepubliceerd door Thomas Broun.